# Viettesia aequalis
Viettesia aequalis är en fjärilsart som beskrevs av De Toulgoët 1959. Viettesia aequalis ingår i släktet Viettesia och familjen björnspinnare. Inga underarter finns listade i Catalogue of Life.